# گای بارنی
گای بارنی (به انگلیسی: Guy Barnea) (زادهٔ ۹ سپتامبر ۱۹۸۷) شناگر اهل اسرائیل است.